# Georgij Malenkov
Georgij Maksimilijanovič Malenkov, sovjetsko-ruski politik, * 6. december 1901, Orenburg, Ruski imperij, † 14. januar 1988, Moskva, Ruska SSR, Sovjetska zveza (sedaj Rusija).
Po smrti Stalina leta 1953 je kratek čas nasledil njegovo vodstvo in kratek čas vodil Sovjetsko zvezo. Vendar se je na vztrajanje preostalega predsedstva odrekel nadzoru nad partijskim aparatom v zameno, da bi ostal premier. Nato se je zapletel v boj za oblast z Nikito Hruščovom, ki je dosegel vrhunec z njegovo odstranitvijo z mesta voditelja leta 1955 in predsedstva leta 1957.
V času njegove politične kariere so Malenkovove osebne povezave z Vladimirjem Leninom bistveno olajšale njegov vzpon znotraj vladajoče Komunistične partije Sovjetske zveze. Do leta 1925 mu je bil zaupan nadzor partijske evidence. To ga je pripeljalo v stik s Stalinom, ki je do takrat uspešno utrdil oblast kot generalni sekretar Komunistične partije Sovjetske zveze in postal dejanski vodja Sovjetske zveze. Zaradi te povezave se je Malenkov močno vključil v Stalinove čistke, preden je pozneje dobil izključno odgovornost za sovjetski raketni program med drugo svetovno vojno. Od leta 1946 do 1947 je predsedoval posebnemu odboru Sveta ministrov za raketno tehnologijo. Uspešno je premagal maršala Georgija Žukova in zatrl vso slavo, povezano z Leningradom med drugo svetovno vojno, tako da je Moskva ohranila svojo podobo edine kulturne in politične prestolnice Sovjetske zveze.
Po Stalinovi smrti 5. marca 1953 je Malenkov začasno prevzel mesto voditelja Sovjetske zveze, tako da ga je zamenjal tako kot predsednik Sveta ministrov (ali premier) in vodja partijskega aparata. Vendar ga je le devet dni pozneje politbiro (takrat znan kot predsedstvo) prisilil, da se je odpovedal položaju voditelja partije, hkrati pa mu je dovolil, da obdrži premiersko mesto. Kasneje se je Malenkov zadovoljil z opravljanjem funkcije najvišjega člana predsedstva in vršilca dolžnosti predsednika, dokler ga v začetku leta 1954 ni premagal prvi sekretar partije Nikita Hruščov. Do leta 1955 je bil tudi prisiljen odstopiti kot premier. Potem ko je leta 1957 organiziral neuspešen državni udar proti Hruščovu, je bil Malenkov izključen iz predsedstva in leta 1957 izgnan v Kazahstan, nato pa je bil novembra 1961 v celoti izključen iz partije. Kmalu zatem se je uradno upokojil in zapustil politiko. Potem ko je kratek čas preživel v Kazahstanu, se je kmalu vrnil v Moskvo in do konca življenja ostal javno nedejaven ter se ni vmešaval v politiko.  